# Chelleh Khāneh-ye Pā'īn
Chelleh Khāneh-ye Pā'īn (persiska: چلّه خانه سفلی, Chelleh Khāneh-ye Soflá, Chelleh Khāneh-ye Pā’īn, چله خانه پايين) är en ort i Iran.   Den ligger i provinsen Östazarbaijan, i den nordvästra delen av landet, 500 km nordväst om huvudstaden Teheran. Chelleh Khāneh-ye Pā'īn ligger 1 413 meter över havet och antalet invånare är 367.
Terrängen runt Chelleh Khāneh-ye Pā'īn är kuperad åt nordost, men åt sydväst är den platt.Runt Chelleh Khāneh-ye Pā'īn är det tätbefolkat, med 459 invånare per kvadratkilometer. Närmaste större samhälle är Soofian, 7,8 km nordväst om Chelleh Khāneh-ye Pā'īn. Trakten runt Chelleh Khāneh-ye Pā'īn består i huvudsak av gräsmarker.